# Verodostojnost
Verodostojnost je značilnost; (verjetnost priče, podatka, dejanja, informacije, izvora) prav tako istovetnost in sposobnost opazovalca presoditi take informacije.
Biti verodostojen ne pomeni nič drugega kot to, da tako osebo štejemo za vredno zaupanja. Taki osebi lahko verjamemo in zaupamo v to, kar govori in dela (povzeto po Thommen, Glaubwürdigkeit und Corporate Governance, 2003).